# Marie (Miriam) Zweig
Marie (Miriam) Zweig (* 12. Dezember 1893 in Berlin; † 27. Januar 1972 in München) war eine deutsche Pianistin. Sie war die Schwester der Malerin Margarethe Beatrice Zweig und die Cousine des Schriftstellers Arnold Zweig.

## Leben
Marie Zweig wuchs in einer jüdischen Kaufmannsfamilie als Tochter von Regina Zweig, geb. Abraham, (* 29. Juni 1865; † 18. August 1924) und Carl Zweig (* 28. Februar 1850; † 4. Januar 1929) auf. Zur Familie gehörte außerdem der ältere Bruder Hans Zweig (* 14. Januar 1888; † 24./26. Juni 1942 nach Maly Trostinec deportiert und ermordet) und die Schwester Margarethe Beatrice Zweig (* 27. Mai 1892; † 18. Januar 1971).
Als Kind besuchte Marie – wie ihre Schwester – die Berliner Margarethen-Schule bis zum Abschluss der 10. Schulklasse Ostern 1910. Im gleichen Jahr nahm sie ein Klavierstudium an der Königlichen Akademischen Hochschule für Musik zu Berlin auf, das sie bis zum Ende des Wintersemesters 1911/1912 fortsetzte. Im November 1910 erhielt sie die Erlaubnis „um den Zutritt zu den Vorlesungen der Friedrich-Wilhelms-Universität bei der Universitätsbehörde nachzusuchen“. (In den Studentenverzeichnissen ist ihr Name allerdings nicht aufgeführt.) Bereits am 16. Dezember 1911 debütierte sie beim Neopathetischen Cabaret im Berliner Café Kutschera mit „Danse sacrée et danse profane“ von Claude Debussy. Im Wintersemester 1913/1914 absolvierte sie ein Cembalostudium an der Königlichen Akademischen Hochschule für Musik zu Berlin.
1913 nahm Marie Zweig aktiv Anteil an einer von Franz Jung initiierten Solidaritätskampagne für den österreichischen Arzt und Revolutionär Dr. med. Otto Gross (der ihre Schwester und sie selbst im Verlauf des Jahres analytisch behandelt hatte), der am 9. November aus dem preußischen Staatsgebiet ausgewiesen und in eine Heilanstalt in österreichischen Tulln eingewiesen worden war.
Zu Beginn der 1920er Jahre trat Marie Zweig als Solistin in Berlin und München auf. Werke von Bach, Beethoven, Mozart und Schubert gehören zu ihrem Repertoire. Am 25. Februar 1923 begleitete sie die niederländische Tänzerin Florrie Rodrigo (die als Pionierin des modernen Tanzes in den Niederlanden galt) bei ihrer Tanzmatinee im Theater am Kurfürstendamm am Flügel.
Am 22. September 1923 heiratete sie in Berlin-Zehlendorf den Schriftsteller Hans Josef Sochaczewer (José Orabuena). Die Ehe wurde allerdings bereits am 2. Oktober 1925 durch Urteil der 7. Zivilkammer des Landgerichts Berlin II wieder geschieden.
Arnold Zweig, seit 1916 mit ihrer Schwester verheiratet, widmete seinen 1931 erschienenen Roman „Junge Frau von 1914“ der Schwägerin und Cousine. Die Widmungsseite zeigt „Für Marie Zweig“ und als Motto – wiedergegeben als Notentext – das Hauptthema aus dem dritten Satz von Robert Schumanns a-moll-Klavierkonzert, opus 54.
Als Klavierlehrerin gehörte zu ihren Schülern auch der Violinist Walter Levin und eine seiner Schwestern. „Ich spielte alles nach dem Gehör nach und meine Lehrerin, Marie Zweig, merkte zuerst nicht, dass ich überhaupt nicht Noten lesen konnte.“ „Nachdem ich meiner Klavierlehrerin, Marie Zweig, von meiner großen Begeisterung vom jungen Yehudi Menuhin berichtet hatte und dass ich mir Platten mit seinen Aufnahmen gekauft hätte, fragte sie: 'Hast Du schon mal Jascha Heifetz gehört?' Ich muss ehrlich gestehen, zu dem Zeitpunkt, etwa 1933, hatte ich noch nicht einmal den Namen gehört, geschweige denn eine Aufführung von Jascha Heifetz, denn es war schon die Nazi-Zeit und es gab keine wirklich international großen Geiger mehr, die in Deutschland spielten. Ich ging also ins Plattengeschäft und fragte nach Aufnahmen mit Heifetz.“
Früh entschlossen sich sowohl Margarethe Beatrice und Arnold Zweig als auch Marie Zweig, angesichts des wachsenden Antisemitismus, Deutschland zu verlassen. Im August 1933 übergab Marie Zweig die Söhne Adam und Michael in Straßburg den Eltern, bevor die Familie nach Palästina ausreiste, zum Jahreswechsel folgte ihnen Marie Zweig nach. Sie ließ sich zunächst in Tel Aviv nieder, später auch in Jerusalem, weil sie in beiden Städten arbeitete. Bereits am 8. Juni 1934 hatte sie ihren ersten Auftritt bei der Jerusalem Musical Society im Rahmen eines Bach-Beethoven-Programms und trug die Bach-Sonate in D-Major vor, „The Palestine Post“ publizierte am 2. August einen Überblick zum Thema „Music in Jerusalem“ und erwähnte Marie Zweig als bedeutende Pianistin. Weitere Auftritte in Jerusalem (1936), Tel Aviv (1945) und Haifa (1950, zusammen mit dem Violinisten Theodore Mamlock) schlossen sich an und auch die Lehrtätigkeit nahm Marie Zweig wieder auf. Zu ihrem Freundeskreis gehörte u. a. der Arzt und Autor Fritz Kahn. Eine Unterleibsoperation, der sie sich 1937 unterziehen musste und zunehmende depressive Zustände beeinträchtigten ihren Allgemeinzustand. 1938 begann sie eine weitere psychotherapeutische Behandlung bei Margarete Miriam Brandt.
Wenngleich sie Deutschland mehrfach besuchte, kehrte sie erst in den 1960er Jahren zurück und ließ sich in München nieder. Dort starb sie am 27. Januar 1972 im Städtischen Krankenhaus Am Biederstein und wurde auf dem Neuen Israelitischen Friedhof bestattet (Sektion 21, Reihe 6 Grab 11).